# Ledeni pokrov
V glaciologiji je ledeni pokrov, znan tudi kot celinski ledenik, masa ledeniškega ledu, ki pokriva okoliški teren in je večja od 50.000 km2. Edina ledena pokrova sta trenutno na Antarktiki in Grenlandiji; v zadnjem ledeniškem obdobju med zadnjim ledeniškim maksimumom (pred približno 33.000 leti) je Laurentidski ledeni pokrov pokrival večji del Severne Amerike, Weichselianski ledeni pokrov je pokrival Severno Evropo, Patagonski ledeni pokrov pa južni del Južne Amerike.
Ledeni pokrovi so večji od ledenih polic in alpskih ledenikov. Maso ledu, ki pokriva manj kot 50.000 km2, imenujemo ledeniška kapa, ki običajno napaja vrsto ledenikov na svojem obrobju.
Čeprav je površina ledenega pokrova hladna, je njegovo dno zaradi geotermalne toplote praviloma toplejše. Ponekod pride do taljenja in voda iz staljenega ledu podmaže ledeni pokrov, zaradi česar hitreje teče. Ta postopek ustvari hitro tekoče kanale v ledeni plošči — ki se imenujejo ledeniški potoki.
Današnji polarni ledeni pokrovi so v geološkem smislu razmeroma mladi. Antarktični ledeni pokrov se je prvič oblikoval kot majhna ledeniška kapa v zgodnjem oligocenu, vendar se je večkrat umikal in napredoval vse do pliocena, ko je zasedel skoraj vso Antarktiko. Grenlandski ledeni pokrov se sploh ni razvil do poznega pliocena, ampak se je očitno zelo hitro razvil s prvo celinsko poledenitvijo. To je imelo nenavaden učinek na fosile rastlin, ki so nekoč rasle na današnji Grenlandiji, ki so bile zaradi tega veliko bolje ohranjene kot na počasi nastajajočem antarktičnem ledenem pokrovu.

## Antarktični ledeni pokrov
Antarktični ledeni pokrov je največja posamezna masa ledu na Zemlji. Pokriva površino skoraj 14 milijonov km2 in vsebuje 30 milijonov km3 ledu. Na Antarktiki je približno 90% ledene mase Zemlje, ki bi, če bi se stopila, povzročila dvig morske gladine za 58 metrov. Trend povprečne površinske temperature Antarktike na celotni celini je od leta 1957 pozitiven in precejšen pri >0,05 °C na desetletje.
Antarktični ledeni  pokrov Transantarktično gorovje deli na dva neenaka odseka, imenovana vzhodni antarktični ledeni pokrov (EAIS) in manjši zahodni antarktični ledeni pokrov (WAIS). EAIS leži na večji kopenski masi, medtem ko je podlaga WAIS ponekod več kot 2500 metrov pod morsko gladino. Če tam ne bi bilo nobenega ledenega pokrova, bi bilo tam morsko dno. WAIS je razvrščen kot morski ledeni pokrov, kar pomeni, da njegovo ležišče leži pod morsko gladino, njegovi robovi pa se stekajo v plavajoče ledene police. WAIS omejujejo Rossova ledena polica, Ronnina ledena polica in ledeniški potoki, ki se izlivajo v Amundsenovo morje.

## Grenlandski ledeni pokrov
Grenlandski ledeni pokrov zavzema približno 82% površine Grenlandije in če bi se stopil, bi se gladina morja dvignila za 7,2 metra. Ocenjene spremembe mase grenlandskega ledenega pokrova kažejo, da se tali s hitrostjo približno 239 kubičnih kilometrov na leto. Te meritve so prišle iz NASINEGA satelita GRACE (Gravity Recovery and Climate Experiment), ki je bil izstreljen leta 2002, kot je avgusta 2006 poročal BBC News.

## Dinamika ledenega pokrova
Na gibanje ledu vpliva gibanje ledenikov, katerih aktivnost je odvisna od številnih procesov. Njihovo gibanje je posledica periodičnih porasti ledenika, ki se prepletajo z daljšimi obdobji neaktivnosti tako na urni kot na stoletni časovni lestvici.

## Predvideni učinki globalnega segrevanja
Grenlandski in morda tudi antarktični ledeni pokrov v zadnjem času izgubljata maso, ker izgube zaradi ablacije, vključno z ledeniškimi potoki, presegajo količino snežnih padavin. Po podatkih Medvladnega foruma za podnebne spremembe (IPCC) je izguba mase ledenega pokrova Antarktike in Grenlandije prispevala približno 0,21 ± 0,35 oziroma 0,21 ± 0,07 mm letno k dvigu morske gladine med letoma 1993 in 2003.
IPCC predvideva, da bo izguba ledene mase zaradi taljenja grenlandskega ledenega pokrova še naprej presegala količino snežnih padavin. Nabiranje snežnih padavin na ledeni ploskvi Antarktike naj bi preseglo izgube zaradi taljenja. Po besedah IPCC pa bi "dinamični procesi, povezani s pretokom ledu, ki niso vključeni v sedanje modele, vendar so jih predlagala nedavna opazovanja, lahko povečali ranljivost ledenih pokrovov na segrevanje in povečali prihodnji dvig morske gladine. Razumevanje teh procesov je omejeno in glede njihove razsežnosti ni soglasja." Za to bo potrebno več raziskovalnega dela za izboljšanje zanesljivosti napovedi odziva ledenih pokrovov na globalno segrevanje. Leta 2018 so znanstveniki odkrili kanale med ledenimi pokrovi Vzhodne in Zahodne Antarktike, ki lahko omogočijo staljenemu ledu hitrejšo pot do morja.
Učinki na ledene pokrove zaradi naraščanja temperature se lahko pospešijo, toda, kot je zapisal IPCC, učinkov ni lahko natančno napovedati, v primeru Antarktike pa lahko sprožijo kopičenje dodatne ledene mase. Če bi ledeni pokrov spustili na golo zemljo, bi se manj sončne svetlobe odbilo nazaj v vesolje, več pa bi jo absorbirala zemlja. Grenlandski ledeni pokrov pokriva 84% otoka, antarktični ledeni pokrov pa približno 98% celine. Zaradi velike debeline teh ledenih plošč se analiza globalnega segrevanja običajno osredotoča na izgubo ledene mase iz ledenih pokrovov, ki povečuje dvig morske gladine, in ne na zmanjšanje površine ledenih pokrovov.

Do nedavnega so ledene pokrove obravnavali kot inertne sestavine ogljikovega cikla in jih v globalnih modelih večinoma niso upoštevali. Raziskave v zadnjem desetletju so to stališče spremenile in pokazale obstoj edinstveno prilagojenih mikrobnih združb, visoke stopnje biogeokemičnega / fizičnega preperevanja v ledenih pokrovih ter shranjevanje in kroženje hranil ter organskega ogljika, ki presega 100 milijard ton (glej diagram).